# Mirk Sike
Der Mirk Sike ist ein Wasserlauf in Dumfries and Galloway, Schottland. Er entsteht nördlich des Ewesdown Fell und fließt in westlicher Richtung, bis er bei seinem Zusammenfluss mit dem Cat Sike das Meggat Water bildet.